# Sophie Abraham
Sophie Abraham (* 1986 in Groningen) ist eine österreichische Cellistin, die vor allem im Jazzbereich tätig ist.

## Wirken
Abraham studierte klassisches Cello an der Kunstuniversität Graz bei Rudolf Leopold und beendete ihr Studium 2014 mit Auszeichnung bei Reinhard Latzko in Wien.
Abraham spielte bei den Wiener Symphonikern, dem RSO Wien, dem Volksopernorchester Wien und der Academia Allegro Vivo. Seit 2010 spielt sie mit der Pianistin Clara Frühstück und Maria Sawerthal im Klaviertrio Frühstück (Mosaïque, 2014). Mit der Sängerin Angela Tröndle bildete sie bereits während des Studiums The Little Band from Gingerland, die die beiden Alben Time Out Time (2012) und Sir Prise (2014) vorlegte.
Mit ihrem Soloalbum Brothers (cracked an egg 2021), für das sie auch komponierte, erinnert Abraham an ihre Brüder, die 1993 bei einem Lawinenunglück ums Leben kamen. Seit 2015 gehört sie zum radio.string.quartet. Weiterhin ist sie Duo-Partnerin von Julia Lacherstorfer, Mitglied der Weltmusiband Scurdia und arbeitete mit Thomas Gansch, Manu Delago, Lukas Kranzelbinder, Christian Bakanic, Gina Schwarz und Yvonne Moriel. Sie ist auch auf Alben von Christoph Pepe Auer, Peter N. Gruber und Michael Mantler zu hören.

## Preise und Auszeichnungen
Für das Album Time Out Time wurde Abraham von Ö1 2012 gemeinsam mit Angela Tröndle mit dem Pasticcio-Preis ausgezeichnet. 2024 erhielt sie den Kulturpreis des Landes Niederösterreich und 2025 das Österreichische Staatstipendium für Komposition.